# Plage du Diamant
La plage du Diamant ou Grande Anse du Diamant est une plage de près de 3 kilomètres de long, située au sud de la presqu'île du Diamant, sur la commune du Diamant en Martinique.
La plage fait face au rocher du Diamant.

## Tourisme
La plage est considérée dangereuse car la mer est houleuse et le courant est fort.

## Quelques photos

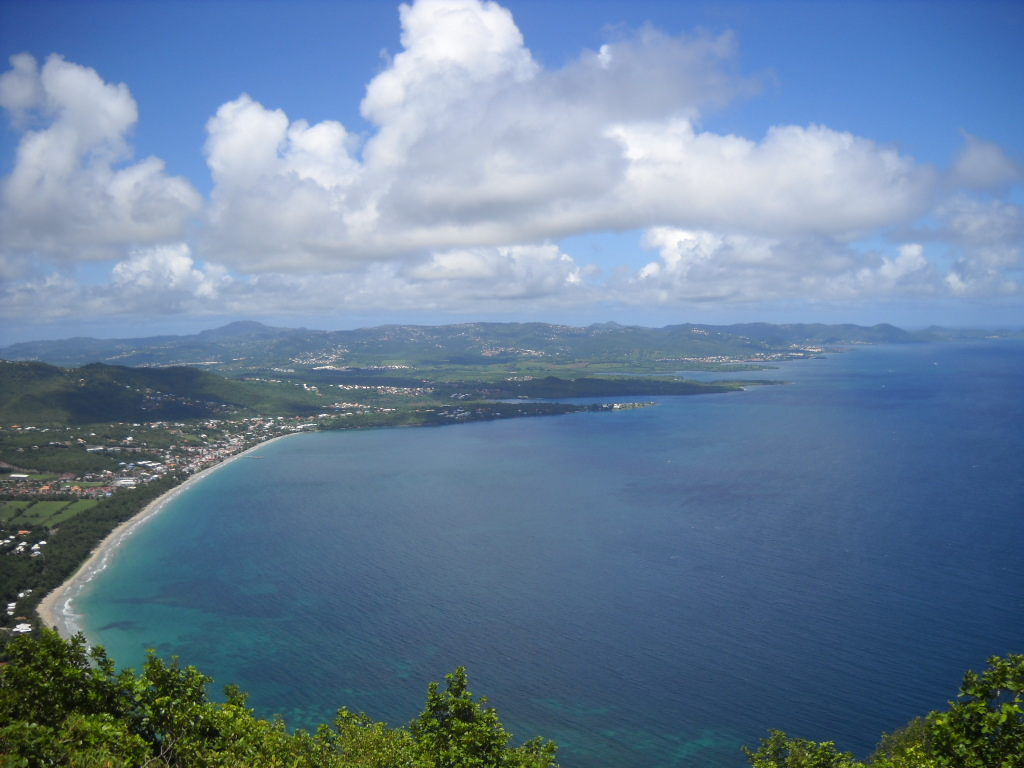
Vue d'ensemble de la plage du Diamant depuis le sommet du Morne Larcher
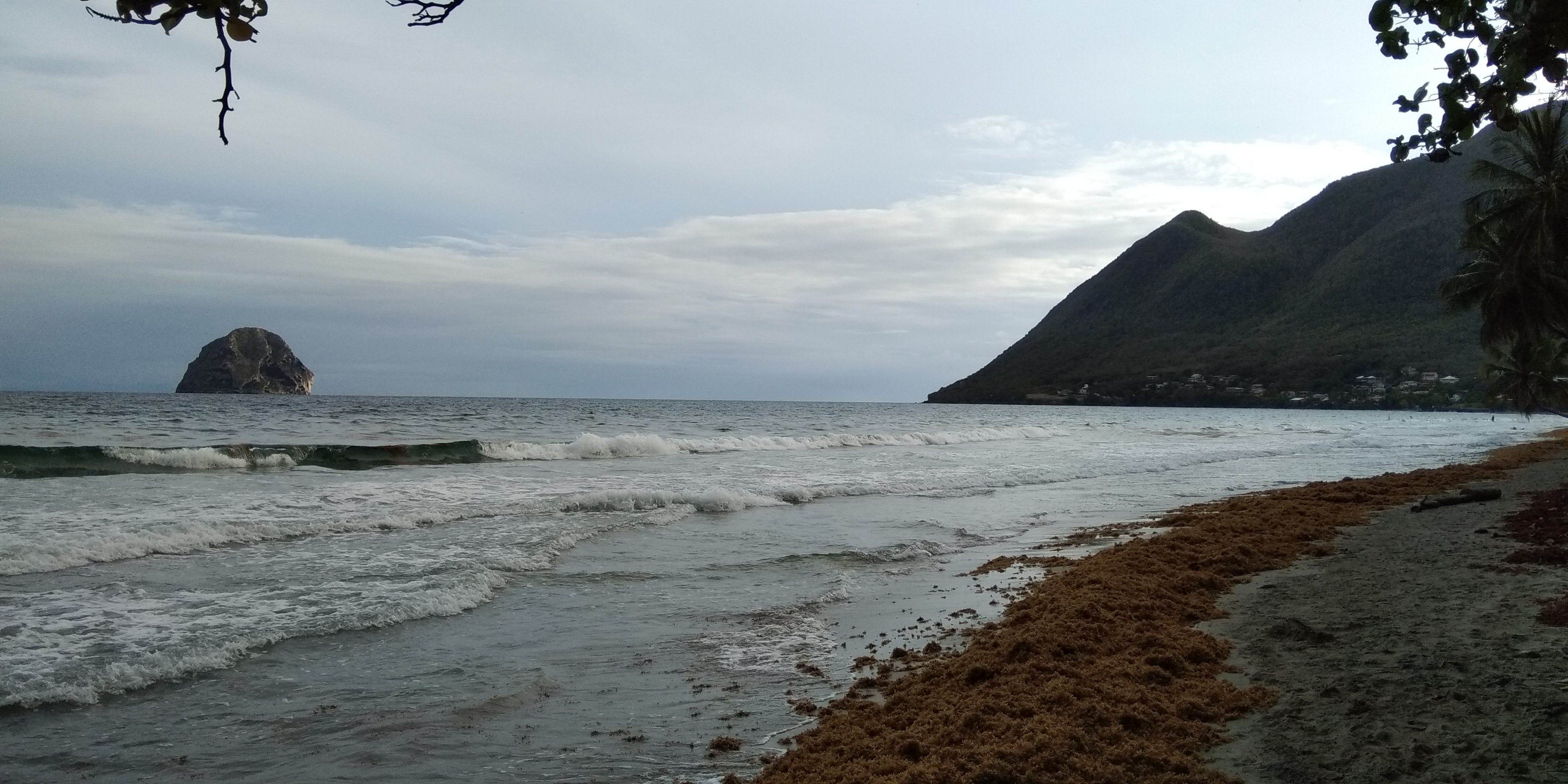
En  2018, échouage de sargasses sur la plage.